# Саудовская Аравия на юношеских Олимпийских играх
Саудовская Аравия принимает участие в юношеских Олимпийских играх: в летних Играх — начиная с Игр 2010 года, в зимних Играх — на настоящее время не принимал участия ни разу.
Спортсмены Саудовской Аравии на всех юношеских Олимпийских играх выиграли в сумме 4 медали, из них 1 золотую, все медали завоёваны на летних Играх; в неофициальном медальном зачёте спортивная делегация Саудовской Аравии занимает 109-е место.

## Медальный зачёт

### Медали на летних юношеских Олимпийских играх
| Игры              | Участников | Золото | Серебро | Бронза | Всего | Место |
| 2010 Сингапур     | 9          | 0      | 0       | 1      | 1     | 84    |
| 2014 Нанкин       | 5          | 0      | 0       | 0      | 0     | —     |
| 2018 Буэнос-Айрес | 9          | 1      | 0       | 2      | 3     | 56    |
| Всего             | Всего      | 1      | 0       | 3      | 4     | 76    |